# Maria-Magdalenen-Kirche (Berkenthin)

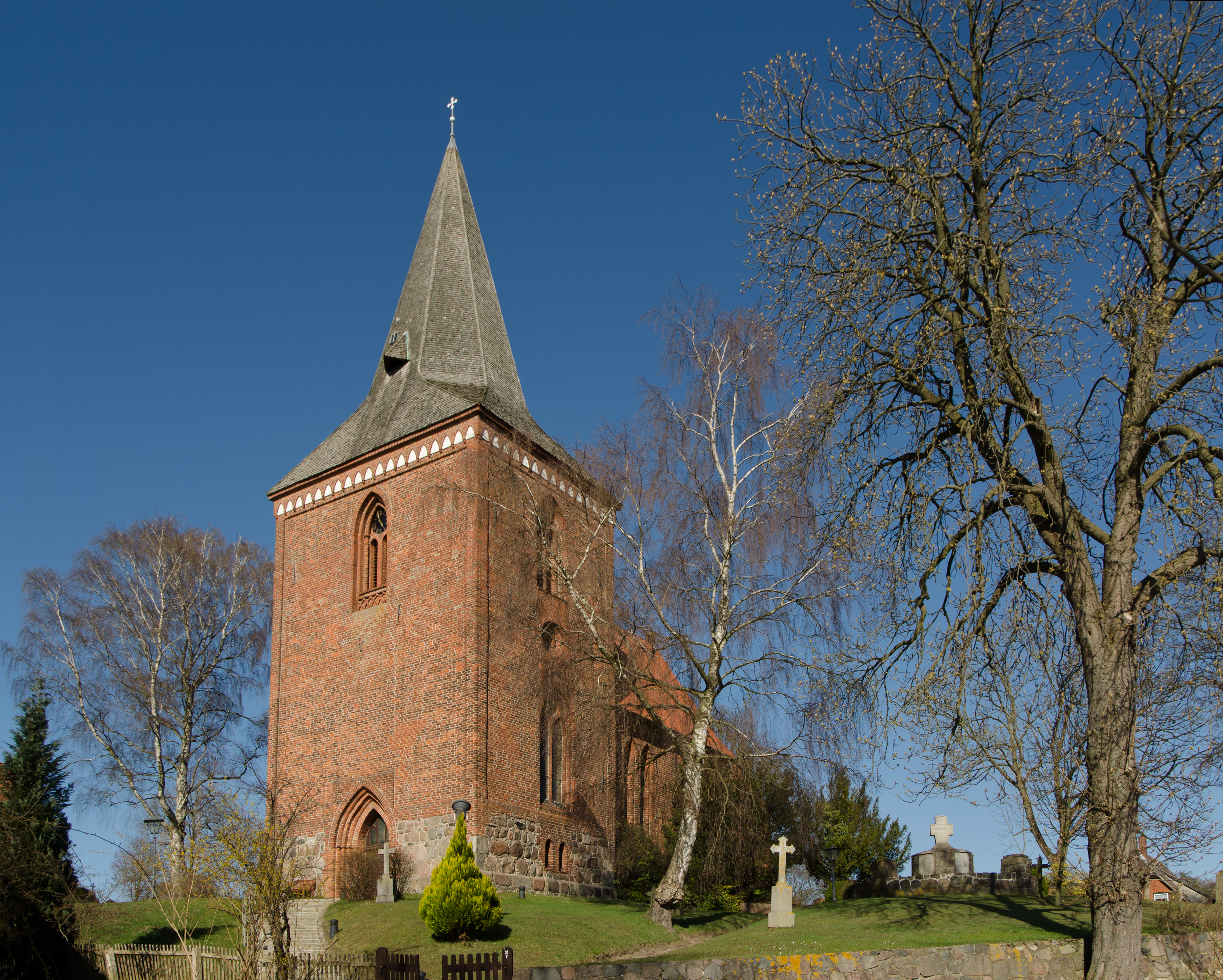
Blick auf die Westseite der Kirche

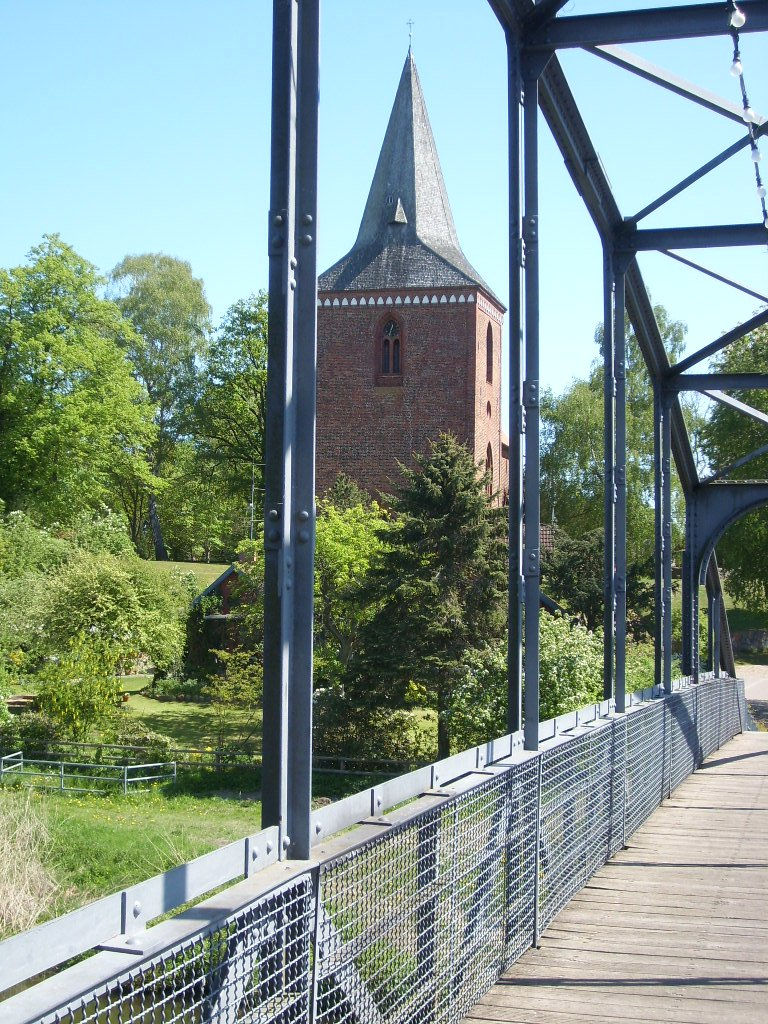
Kirchturm mit Kanalbrücke im Vordergrund

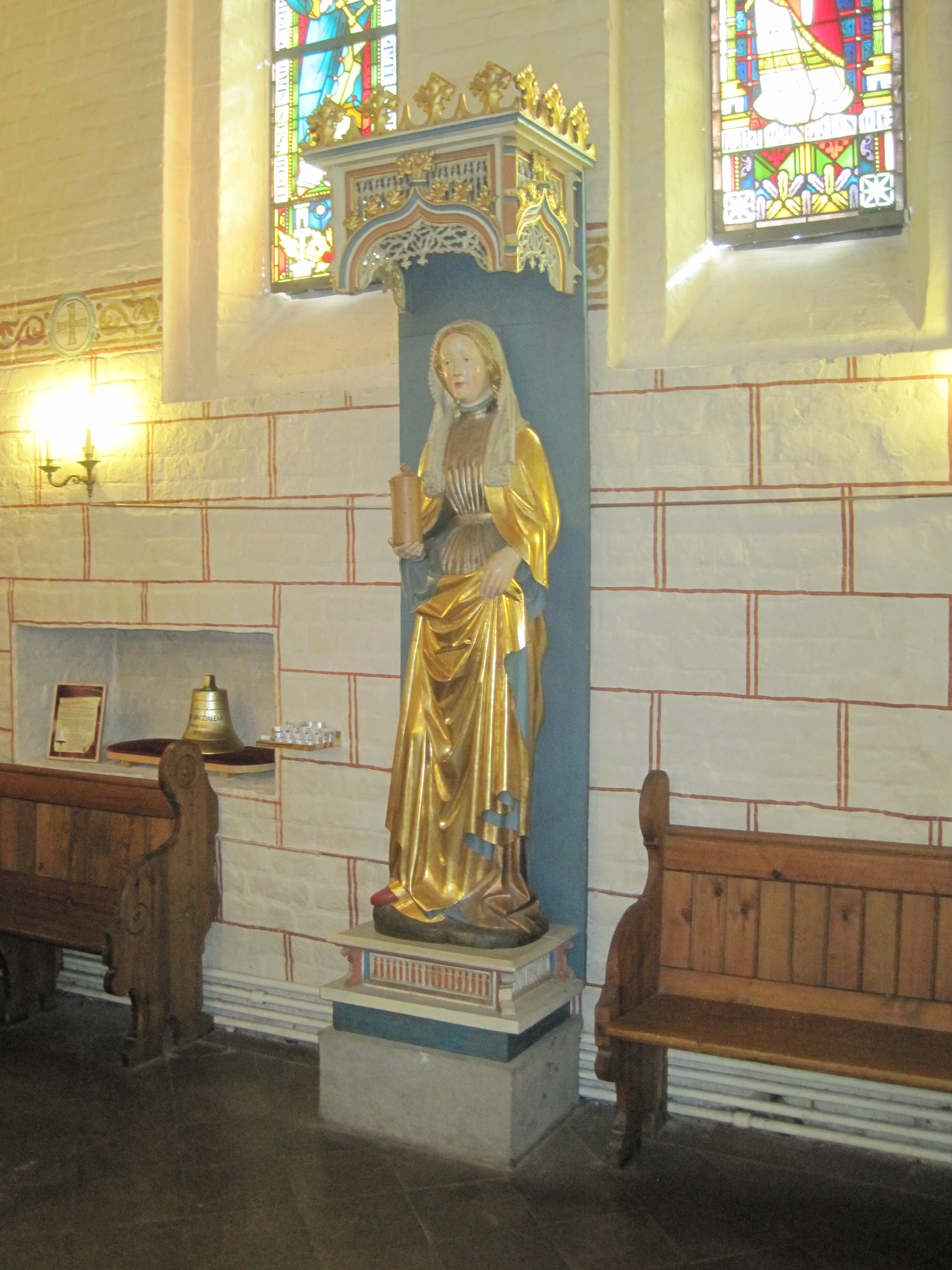
Statue der Maria Magdalena im Innenraum

Die evangelisch-lutherische Maria-Magdalenen-Kirche von Berkenthin liegt auf einem Hügel im Ortszentrum nahe dem Ufer des Elbe-Lübeck-Kanals. 

## Bau und Geschichte der Kirche
Die Kirche in Berkenthin entstand um 1250. Das zugehörige Kirchspiel wurde wohl schon um 1195 gegründet, seine Existenz ist im Ratzeburger Zehntregister von 1230 belegt. Der Baustil der ältesten Teile der Kirche entspricht dem Übergang vom romanischen Stil zum gotischen Stil, der sich bei vielen Kirchen im Herzogtum Lauenburg findet.
Das Kirchenschiff ist heute ein rechteckiger Backsteinbau, an dessen unteren Teilen sich noch altes Feldsteinmauerwerk findet. Der Chor hat einen schlichten, geraden Abschluss und auf der Nordseite eine erst 1900 angebaute Sakristei. Das Kirchenschiff zeigt Spuren einer ursprünglichen Planung für eine gewölbte Decke, die allerdings nie zur Ausführung kam. Bis zum Anfang des 20. Jahrhunderts hatte das Kirchenschiff eine flache Holzdecke. Der im Verhältnis zum restlichen Bau große Kirchturm war wohl bereits im 13. Jahrhundert vorhanden, ebenso das steinerne Achtrippengewölbe über dem Chor.
Das Mauerwerk legt nahe, dass die Kirche mehrfach zerstört wurde. Hierüber liegen aber keine Aufzeichnungen vor. Bekannt ist nur, dass 1816 ein Blitzschlag den Kirchturm weitgehend zerstörte und er nahezu komplett wieder aufgebaut werden musste. Man errichtete eine Konstruktion mit vier Giebeln und einem kleinen Holzturm, die allerdings nicht sehr standfest war und 1867 durch den heutigen spitzen Kirchturm ersetzt wurde. Da die Kirche insgesamt in keinem guten baulichen Zustand war, entschloss man sich zu einer Generalrestaurierung, die 1899 begann. In diesem Zuge veränderte man auch das Kirchenschiff auf der Grundlage der wohl ursprünglichen Planung und konstruierte zwei steinerne Kreuzrippengewölbe an Stelle der flachen Decke.
Für das Jahr 1538 findet sich der erste Nachweis eines lutherischen Pastors in Berkenthin.

## Namensgebung
Die Kirche wird über weite Teile ihrer Geschichte meist schlicht als "Kirche in Berkenthin" bezeichnet. In Unterlagen aus dem 16. und 17. Jahrhundert wird sie als der Maria Magdalena geweiht bezeichnet. Diese Verbindung erscheint stimmig, da die Berkenthiner Kirche eine der Kirchen der Stecknitzfahrer war, die Maria Magdalena als Schutzpatronin gewählt hatten. Nach anderen Unterlagen von 1832 war sie dem Apostel Petrus geweiht, der in der Kirche zweimal dargestellt ist.
Seit dem 2. März 2008 trägt die Kirche offiziell den Namen "Maria-Magdalena-Kirche".

## Ausstattung
Im Innenraum fällt vor allem die Vielzahl von Bildern an den Wänden auf. Bei der Restaurierung 1899 entdeckte man unter dem Putz alte Wandmalereien, die wieder hergestellt und durch neue Malereien ergänzt wurden. Die Kirche verfügt also heute über eine Mischung von mittelalterlichen und dem Mittelalter nachempfundenen Wandmalereien. Die ältesten Wandmalereien befinden sich an der Westempore im Kirchenschiff und an der Bogenwand des Chors. Der gesamte Innenraum und die Einrichtungsgegenstände wurden 1982 zuletzt renoviert.
Der Altar, die Kanzel von 1696, die Emporen und das Gestühl zeigen den aufwendigen Stil des Barock.
Ein auf das späte 14. Jahrhundert datiertes Kruzifix, das Christus an einem Baumstammkreuz darstellt, hängt über dem Durchgang zur Sakristei. Der Taufengel stammt aus dem Jahr 1734 und ist auch im 20. Jahrhundert noch verwendet worden. Ein auffälliges und ungewöhnliches Stück ist die große Holzstatue der Maria Magdalena aus dem 15. Jahrhundert.

## Glocken
Im Turm befinden sich zwei Glocken, die Friedrich Wilhelm Hirt 1817 gegossen hat.

## Orgel

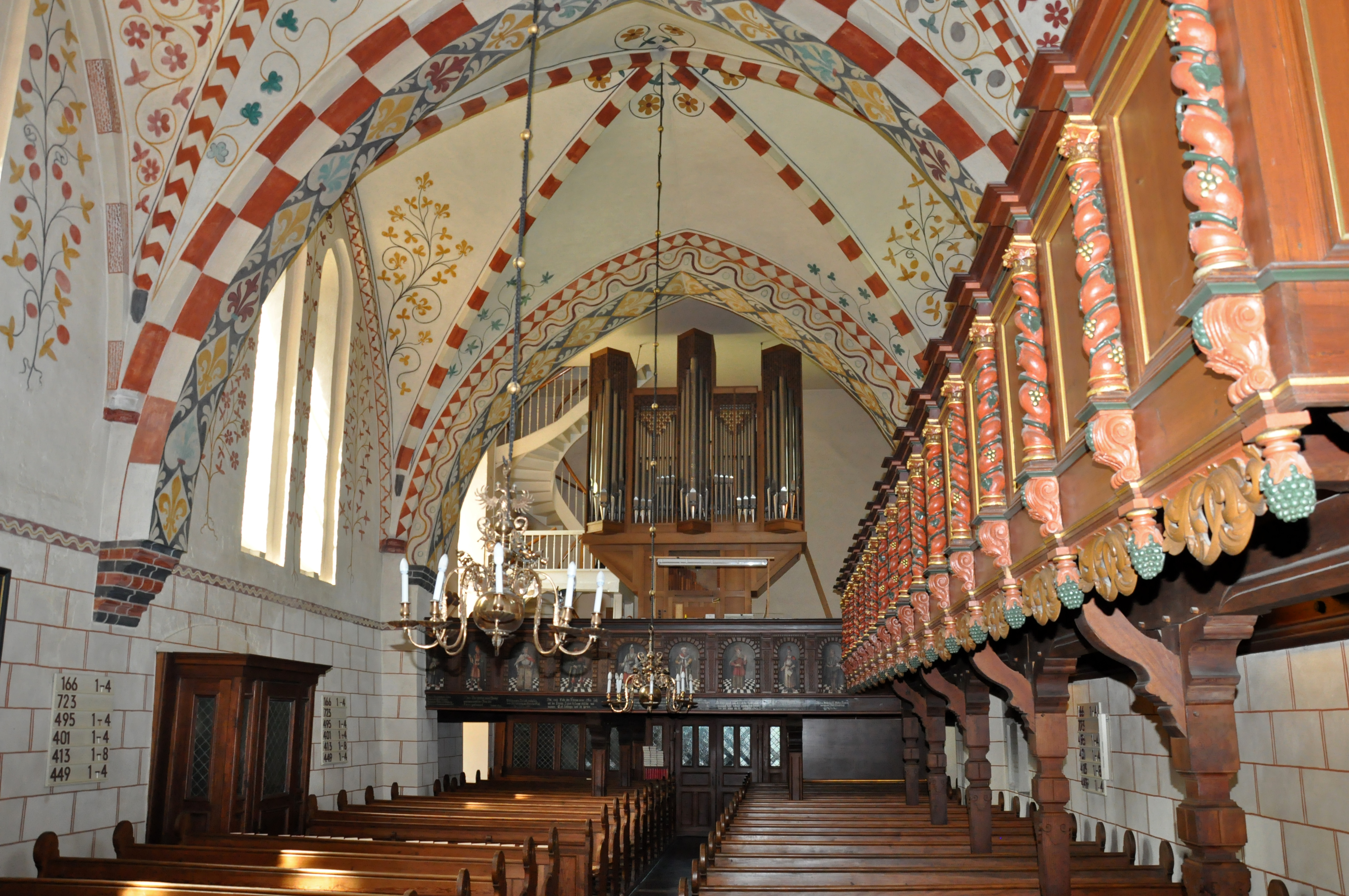
Blick im Innenraum auf die Orgel

Die heutige Orgel konstruierte 1973 der Orgelbauer Klaus Becker. Sie ist mit 13 Registern nicht besonders umfangreich, ihre Disposition lautet wie folgt:
| I Hauptwerk C– |           |    |
| 1.             | Prinzipal | 8′ |
| 2.             | Oktave    | 4′ |
| 3.             | Rohrflöte | 4′ |
| 4.             | Gemshorn  | 2′ |
| 5.             | Mixtur IV |    |

| II Brustwerk C– |             |       |
| 6.              | Gedeckt     | 8′    |
| 7.              | Blockflöte  | 4′    |
| 8.              | Prinzipal   | 2′    |
| 9.              | Quinte      | 1 ⁄3′ |
| 10.             | Scharff III |       |
|                 | Tremulant   |       |

| Pedal C– |            |     |
| 11.      | Subbass    | 16′ |
| 12.      | Prinzipal  | 8′  |
| 13.      | Choralbass | 4′  |

- Koppeln: II/I, I/P, II/P

## Kirchhof
Bis 1885 diente das Gelände um die Kirche als Friedhof. Bis 1907 hielt die Stadt Lübeck Rechte an Grabstellen für die Stecknitzfahrer, von denen noch heute einige Reste erhalten sind. Daneben gibt es einige verstreute alte Grabsteine, Ehrenmale für die Opfer der Weltkriege und zwei Gedenkplatten an der Außenseite der Kirche. Der Friedhof von Berkenthin liegt seit den 1880er-Jahren auf der gegenüberliegenden Westseite des Elbe-Lübeck-Kanals.

## Fotografien und Karte
Koordinaten: 53° 43′ 48″ N, 10° 38′ 50″ O

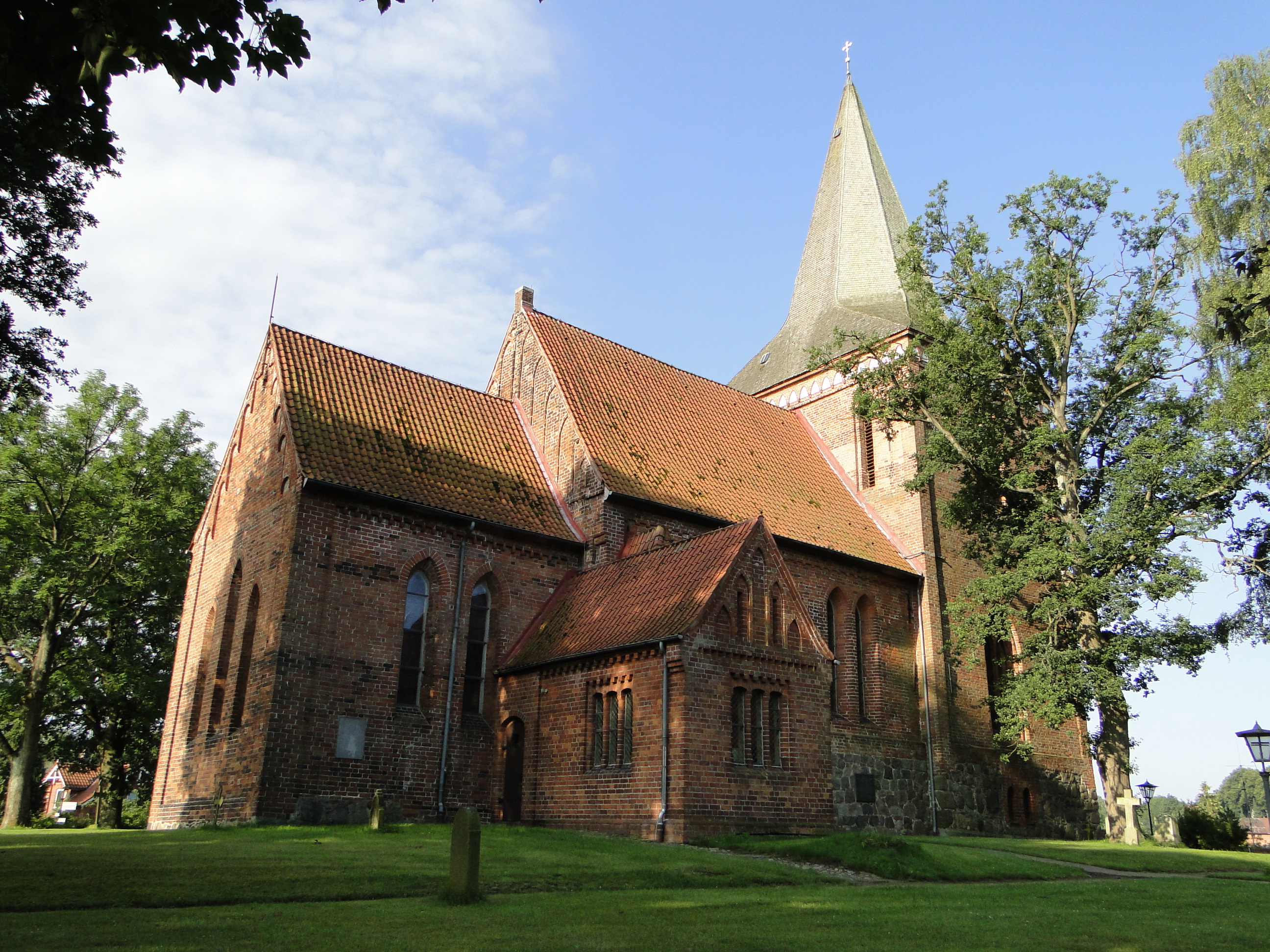
Ansicht von Nordosten
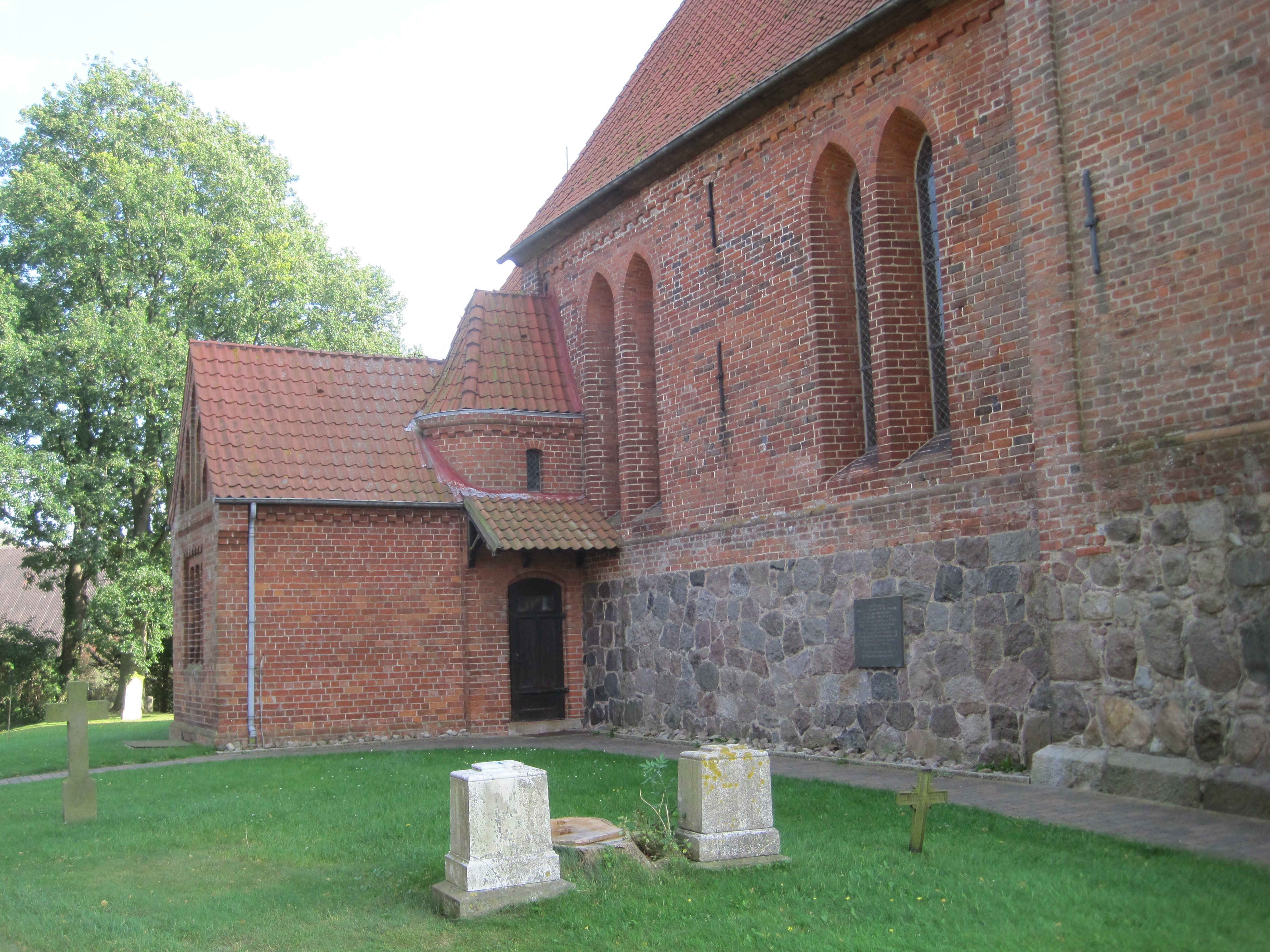
Nordwand mit Sakristei und Feldsteinmauerwerk
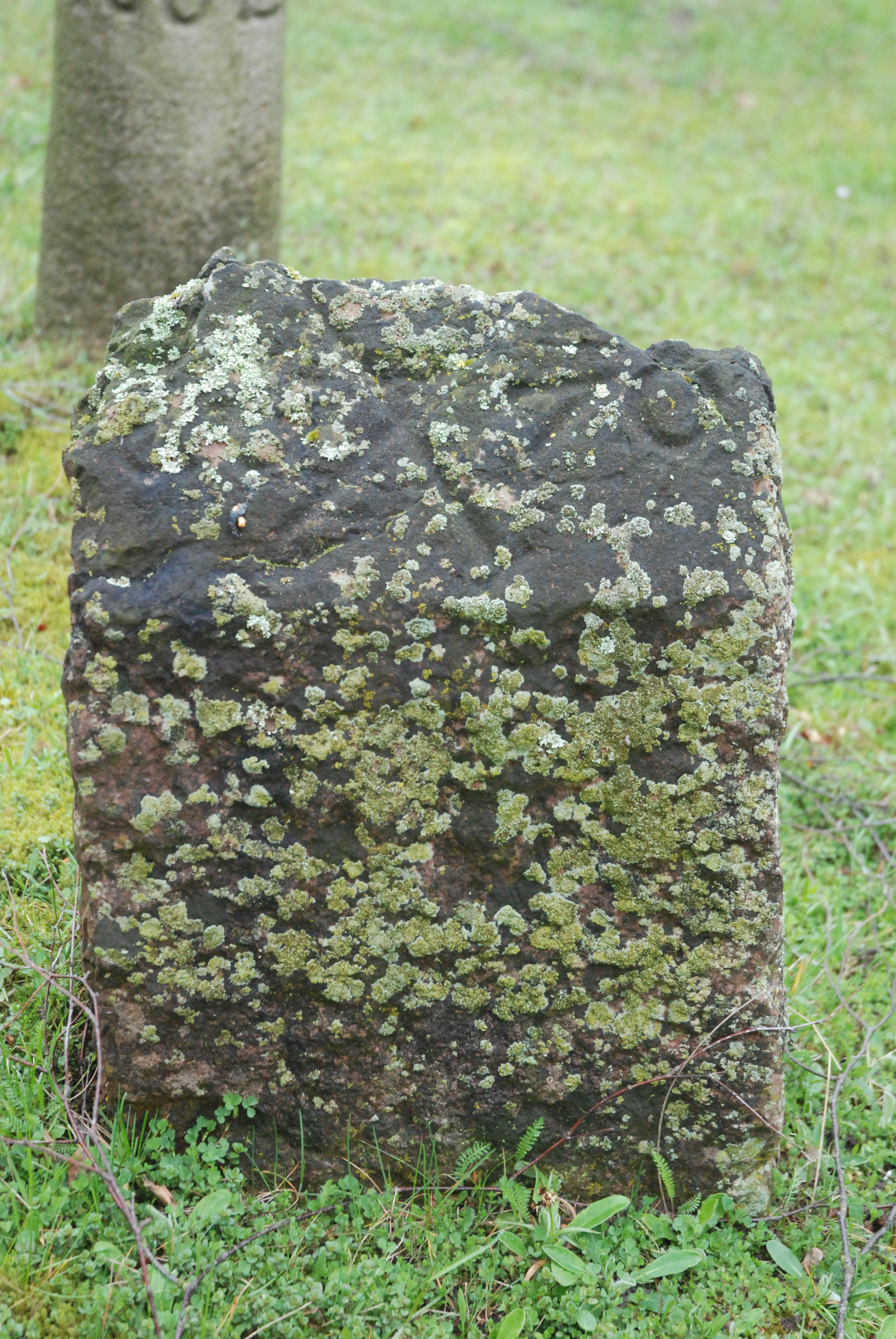
Stecknitzfahrerstein von 1670 auf dem Kirchhof
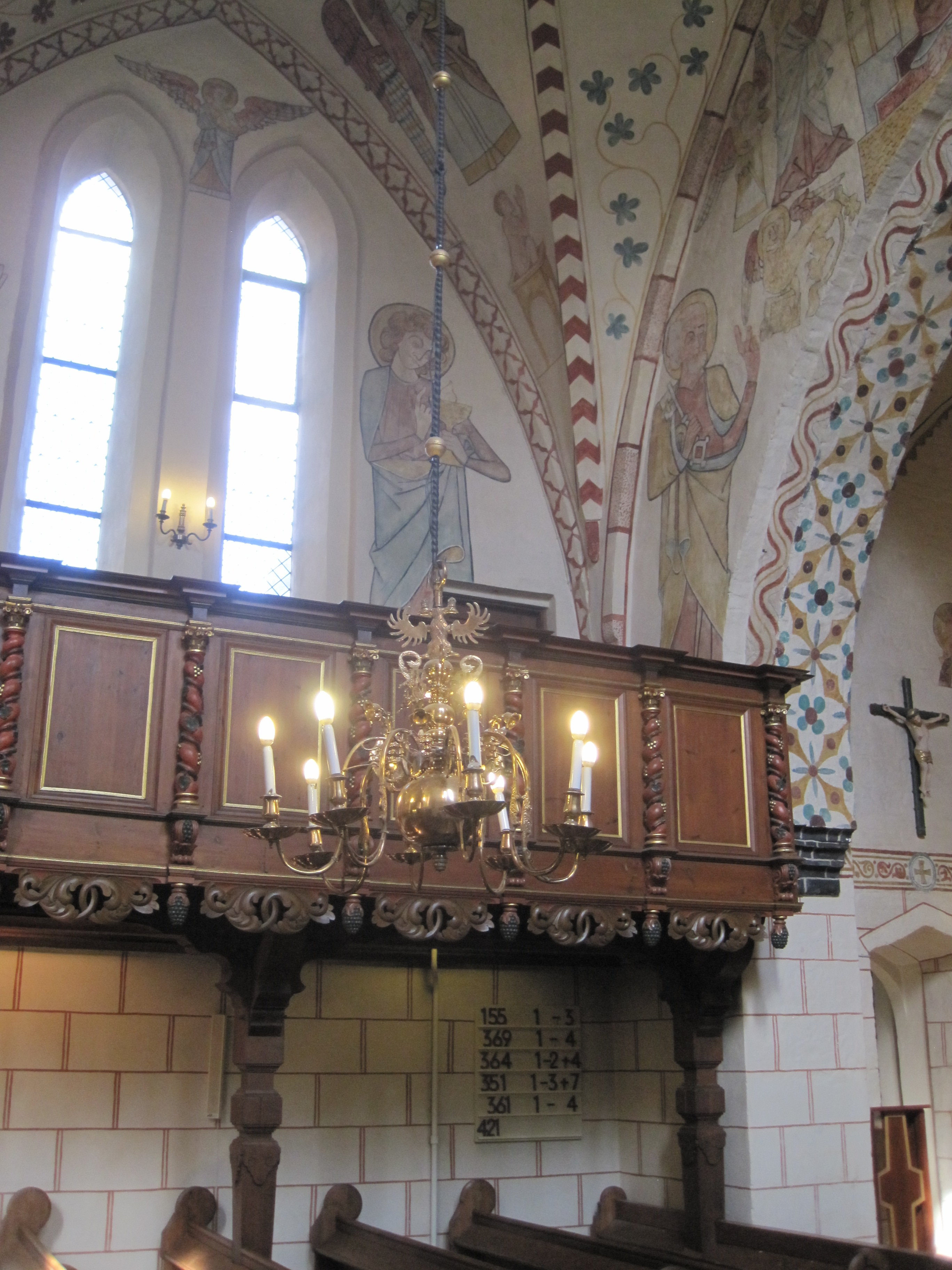
Wandmalereien an der Nordwand
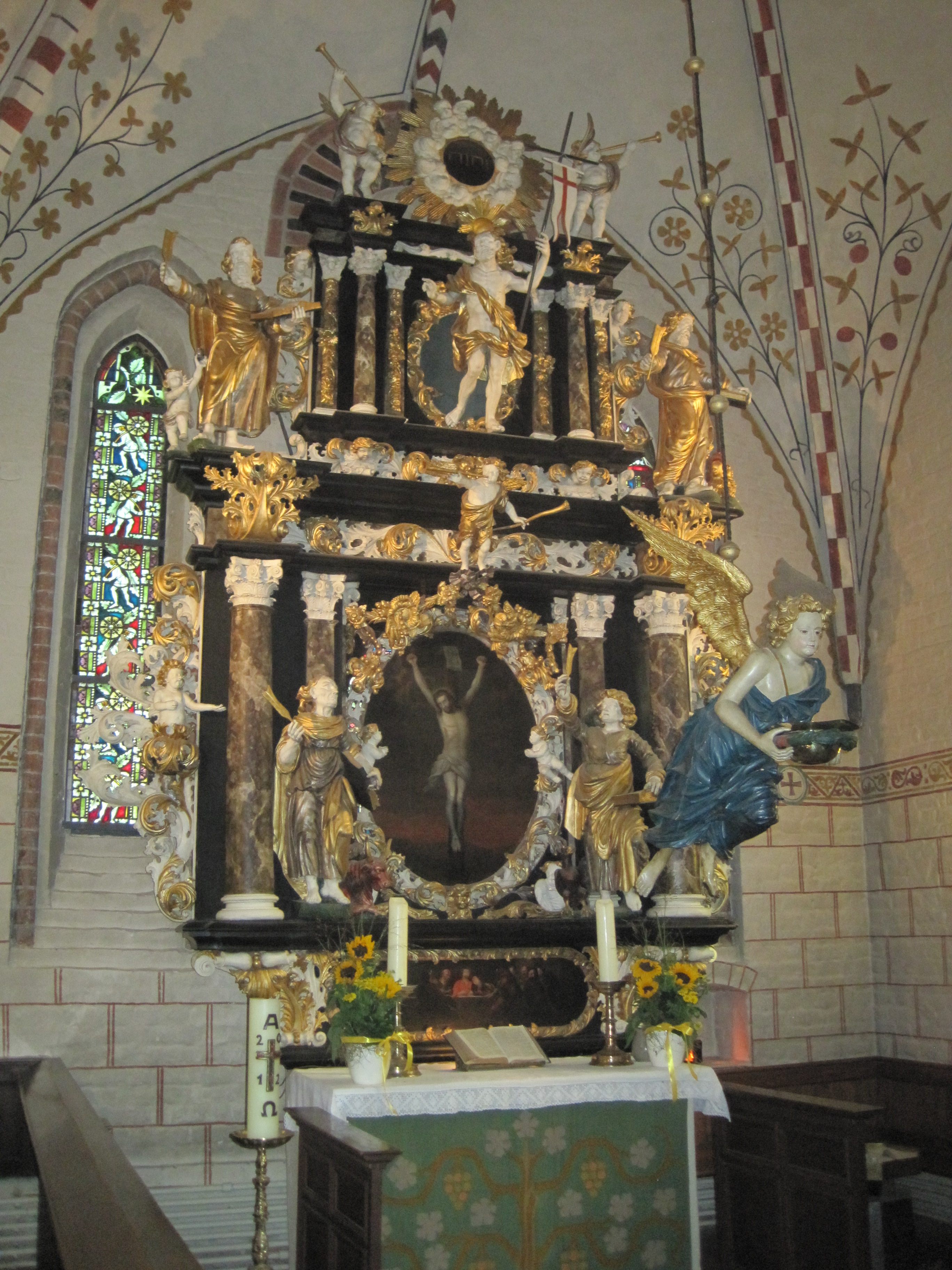
Barocker Altar